# آوی ویگدرسون
آوی ویگدرسون (به انگلیسی: Avi Wigdersson)(به عبری: אבי ויגדרזון) ‏(زاده ۹ سپتامبر ۱۹۵۶ در حیفا، اسراییل، یک ریاضیدان و متخصص علوم رایانه اسراییلی و استاد در مؤسسه مطالعات پیشرفته است. زمینه‌های پژوهشی وی عبارتند از: نظریه پیچیدگی محاسباتی، الگوریتم‌های موازی، نظریه گراف، رمزنگاری، رایانش توزیع شده و شبکه های عصبی.